# Дука Коресис
Дука Коресис (умро после 1375) је био грчки великодостојник из Серске области. Успешно се одржао током периода српске власти над Сером (1345-1371).

## Биографија
Дука Коресис се у изворима први пут јавља 1355. године када је, заједно са Алексијем Раулом и кефалијом града Зихне, учествовао у судском спору као један од чланова комисије за утврђивање спорних међа. Као и Георгије Исарис, и Дука је водио судске спорове са манастирима. Овде је реч о Алипијском манастиру, а спор се водио око поседа Клопотице. Суђење је имало неколико фаза. Вођено је и током српске и током византијске власти. Дука је током периода српске власти над Серском облашћу успео да докаже своје власништво над поседом. Он му је у обновљеном процесу одузет 1375. године. За време српске владавине одређена је комисија у чијем саставу су се налазили велики папија Дука Нестонг, серски кефалија Димитрије Евдемонојан и два црквена великодостојника који је требало да утврде која властела је присвојила поседе манастира Светог Николе у Каменикији. У низу људи који су приграбили поседе је и Дука Коресис. Овде је реч о установи васељенског суда која је у Серску област уведена током Јеленине владавине по узору на Византијско царство. Васељенске судије у Царству увео је цар Андроник 1328. године. Након погибије деспота Јована Угљеше у Маричкој бици 1371. године и рестаурације византијске власти у Серској области, Дука се поново вратио у службу византијског цара.